# Указ рейхспрезидента о защите народа и государства
Указ рейхспрезидента о защите народа и государства (нем. Verordnung des Reichspräsidenten zum Schutz von Volk und Staat), также Указ о поджоге Рейхстага (нем. Reichstagsbrandverordnung) — указ рейхспрезидента Германии Пауля фон Гинденбурга от 28 февраля 1933 года, отменяющий гражданские права Веймарской конституции. В дополнение к явно антикоммунистической цели указа, в краткосрочной перспективе он приобрёл важное значение для псевдоправового прихода национал-социалистов к власти и основанию нацистской Германии и в долгосрочной перспективе — помимо Закона о чрезвычайных полномочиях от 24 марта 1933 года — стал конституционной основой диктатуры.
Первая часть указа отменяла статьи 114, 115, 117, 118, 123, 124 и 153 Конституции, ограничивая тем самым личные права и свободы граждан, свободу слова, прессы, собраний и митингов; разрешала просмотр корреспонденции и прослушивание телефонов, обыски и аресты имущества. Основным результатом стала система неконтролируемого заключения в концентрационные лагеря под названием «защитного ареста».

Юридическим основанием для этого послужила «чрезвычайная» статья 48 Конституции: 
Если в пределах Германского рейха серьезно нарушены общественная безопасность и порядок, или если грозит серьезная опасность такого нарушения, то Рейхспрезидент может принимать меры, необходимые для восстановления общественной безопасности и порядка, в случае надобности с помощью вооруженной силы. С этой целью он может временно приостанавливать полностью или частично гарантии основных прав, данные ст. 114, 115, 117, 118, 123, 124 и 153.
Вторая часть указа закладывала основу для вмешательства рейха в дела земель, тем самым заложив начало унитаризации государства.
Поводом для указа послужил поджог Рейхстага. Данный указ создал предпосылки для диктатуры НСДАП.